# Johan Krajenbrink

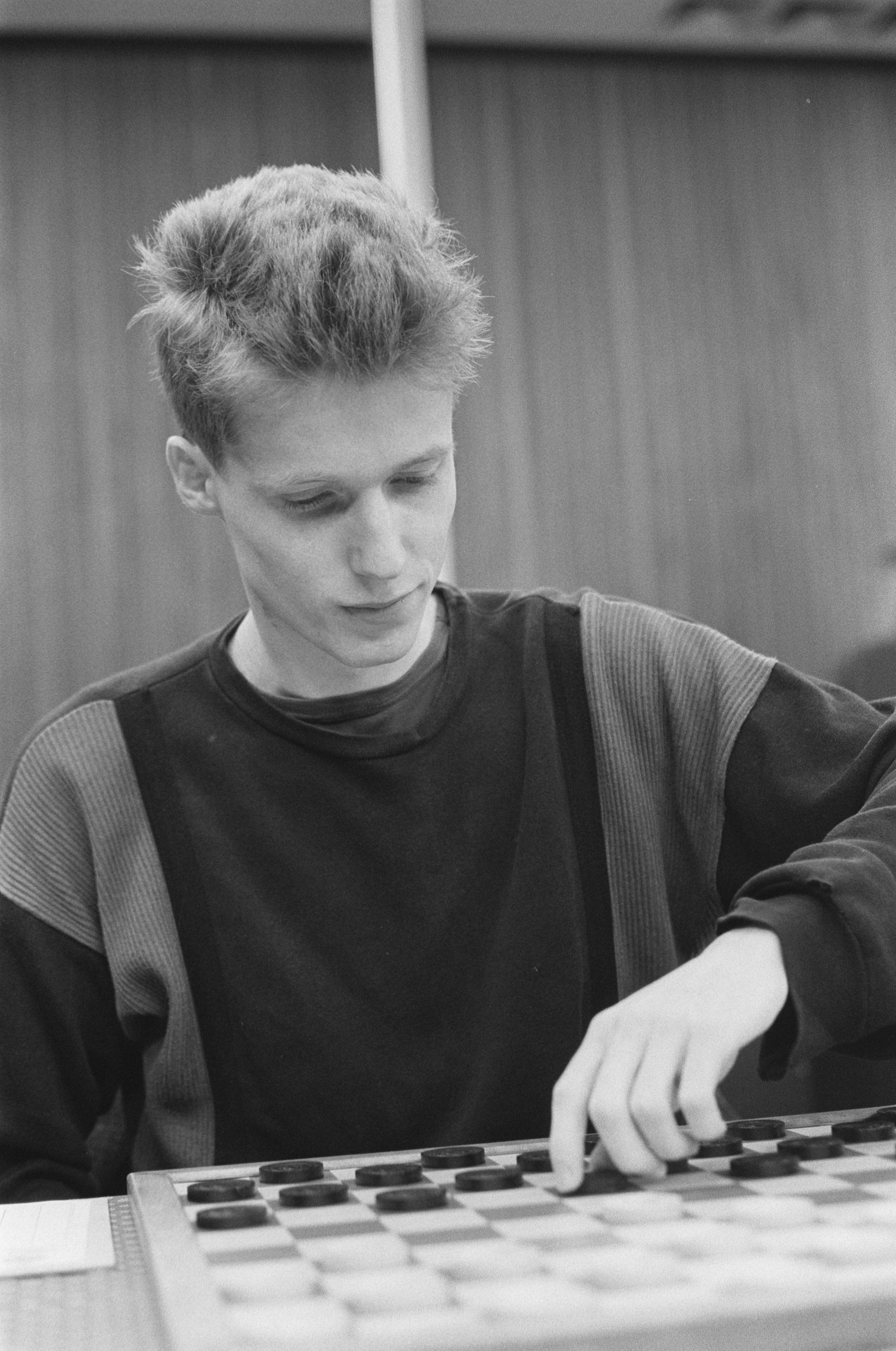
Krajenbrink tijdens het Nk 1987.

Johan Krajenbrink (Emmen, 23 maart 1966) is een Nederlands dammer. Krajenbrink groeide op in Vorden en is neerlandicus. Hij werd driemaal Nederlands kampioen sneldammen. Hij is in het bezit van de titels Internationaal Grootmeester en Nationaal Grootmeester en was tot eind 2024 technisch directeur van de KNDB, waar hij zich vooral bezig hield met talentontwikkeling.In 2025 richt hij een denksportfonds op als blijkt dat hij ongeneeslijk ziek is.

## Nederlands kampioenschap
Hij nam voor het eerst deel aan de finale van het Nederlands kampioenschap in 1987 en voor het laatst in 1998. Hij is tegenwoordig vaak commentator bij NK-finales. 

## Wereldkampioenschap
Hij nam deel aan het WK kandidatentoernooi 1997 in Stadskanaal waar hij zich met een vierde plaats kwalificeerde voor het WK 2001 in Moskou waar hij op de 3e plaats eindigde. 